# 도시 위에 군림하는 손
《도시 위에 군림하는 손》(이탈리아어: Le mani sulla città)은 1963년 개봉된 이탈리아의 영화이다. 프란체스코 로시가 감독과 공동각본을 맡았다. 1963 베네치아 영화제 황금사자상 수상작이다.

## 출연

### 주연
- 로드 스테이거
- 살보 란도네

### 조연
- 귀도 알베르티
- 테렌지오 코도바
- 대니 파리스

## 기타
- 세트: 세르지오 카네바리
- 의상: 마릴루 카르테니